# Laphria aimatis
Laphria aimatis är en tvåvingeart som beskrevs av Mcatee 1919. Laphria aimatis ingår i släktet Laphria och familjen rovflugor. Inga underarter finns listade i Catalogue of Life.